# Saharin
Saharin je umetno sladilo, brez kalorične vrednosti, ki je 300-krat bolj sladek od saharoze. Odkril ga je Constantin Fahlberg že leta 1879. Njegov sladek okus je bil odkrit po naključju. Po sistemu označevanja s števili E ima številko E954.

## Kemijska zgradba
Kemijsko gre za sulfonil amid. Njegovo IUPAC poimenovanje je 1,1-dioksi-1,2-benzotiazol-3-on.

## Lastnosti
Absorbira se počasi in se ne presnavlja. Hitro se izloči skozi ledvice. Je toplotno stabilen, primeren za kuhanje in pečenje, ima dolgi rok uporabe. Ne povzroča zobne gnilobe in je primeren za diabetike, ker ne vpliva na nivo glukoze v krvi. Kadar se uporablja samostojno ima rahlo grenak, kovinski pookus in ni zgoščevalec tako kot je sladkor. Zasledimo ga tudi kot kalcijevo in natrijevo sol, ki sta bolj topni od saharina. 

## Saharin in rak
Največ se ga je uporabljalo med obema svetovnima vojnama. Približno 100 let po odkritju pa so s poskusi na živalih ugotovili, da visoke doze saharina povzročajo raka na mehurju pri podganah. FDA je zato leta 1977 predlagala prepoved uporabe saharina, vendar so temu nasprotovale nekatere organizacije in združenja bolnikov, z utemeljitvijo, da so koristi pri uporabi saharina mnogo večje od potencialnih nevarnosti, zato je ameriški kongres uvedel 18-mesečni moratorij na prepoved uporabe saharina.   Sledilo je več študij saharina v katerih so dokazali, da rezultatov prvotnih študij na podganah ni mogoče aplicirati na človeški organizem, saj pri ljudeh niso našli mehanizma, po katerem saharin sproži raka pri podganah. 
Kasneje so ugotovili tudi, da so bile koncentracije saharina, ki so ga dnevno zaužile podgane zelo visoke (približno toliko, kot če bi človek vsak dan zaužil 10.000 tablet saharina). Saharin naj bi bil torej za uporabo pri ljudeh v okviru priporočenega dnevnega vnosa popolnoma varen. Leta 2000 je bil tako saharin umaknjen s seznama potecialno kancerogenih snovi. 

## Uporaba
Danes je kot sladilo dovoljen tako v ZDA, EU kot tudi v Sloveniji in se lahko uporablja v vseh živilih. Dnevna priporočila s strani evropske znanstvene institucije za prehrano so do 5 mg saharina na kilogram telesne mase.